# Madman Entertainment
Madman Entertainment es una compañía australiana que se especializa en distribuir el anime y el manga japonés, las películas extranjeras, y películas realizadas fuera de los Majors de Hollywood como A24 y Lionsgate en Australia y Nueva Zelanda. Es la empresa de mayor éxito de distribución del anime en la región, y es el líder de las empresas relacionadas con la distribución del anime, como también de la distribución de películas fuera de los grandes estudios, como también de películas extranjeras fuera de Estados Unidos. 
Durante los últimos años, Madman ha lanzado numerosas series de gran éxito y popularidad, entre ellas se encuentran Naruto, One Piece, Dragon Ball Z, Sailor Moon, Neon Genesis Evangelion, Rurouni Kenshin, Bleach, Inuyasha, Akira y Fullmetal Alchemist. Casi todas las series son licenciadas en el Studio Ghibli.
La mayoría de las series de anime son traducidas por TOKYOPOP y después Chuang Yi, un famoso publicista, en Singapur se encarga de importarlos y distribuirlos a través de Madman Entertainment.
Madman se creó en 1996 solamente como una compañía de anime y de una infraestructura muy pobre. Sin embargo, la empresa ha tenido un crecimiento sostenido a lo largo del tiempo y que le permitió crear otras sub-empresas que se encargan de tareas específicas, entre ellos destacan Madman Films, Directors Suite, Madman Sports, Madman Laughs, Madman Television, Bollywood Masala y Eastern Eye.
En 2007, Madman empezó a licenciar series originalmente creadas por Cartoon Network y Adult Swim en formato DVD en Nueva Zelanda y Australia. Se podría decir que Madman Entertainment es una empresa aliada de Cartoon Network y Adult Swim. Las tres compañías han mantenido una buena relación, lo que ha permitido que Madman Entertainment obtuviera el derecho de transmisión de muchas de las series de anime de Cartoon Network o de Adult Swim. Madman Entertainment también se ha relacionado con otras compañías.

## Series de anime licenciadas por Madman Entertainment
Este es un listado de las series de anime que han salido en la televisión y que fueron licenciado por Madman Entertainment.

### Series de televisión
- .hack//Legend of the Twilight
- .hack//Roots
- .hack//Sign
- AD Police
- Afro Samurai
- Air
- Air Gear
- Angelic Layer
- Area 88
- Argentosoma
- Arjuna
- Astro Boy
- Astro Boy (1980)
- Azumanga Daioh
- Baki the Grappler
- Basilisk
- Battle of the Planets
- BECK: Mongolian Chop Squad
- Berserk
- Black Blood Brothers
- Black Cat
- Black Lagoon
- Bleach
- Blue Gender
- Boogiepop Phantom
- Bubblegum Crisis
- Bubblegum Crisis Tokyo 2040
- Burn up Excess
- Burn Up Scramble
- Burn Up W
- Burst Angel
- Busō Renkin
- Captain Herlock
- Cardcaptors
- Casshan: Robot Hunter
- Chance Pop Session
- Chobits
- Chrono Crusade
- Code Geass
- Colorful
- Comic Party
- Cowboy Bebop
- Coyote Ragtime Show
- Claymore
- Crest of the Stars
- Cromartie High School
- Daphne in the Brilliant Blue
- D.N. Angel
- Disgaea
- Death Note
- Darker than black
- Desert Punk
- Devil May Cry: The Animated Series
- Dragon Ball
- Dragon Ball GT
- Dragon Ball Z
- Elemental Gelade
- Elfen Lied
- Ergo Proxy
- Escaflowne
- Eureka Seven
- Excel Saga
- Fafner
- Fate/Stay Night
- Figure 17
- Final Fantasy: Unlimited
- FLCL
- Fruits Basket
- Full Metal Alchemist
- Full Metal Panic!
- Full Metal Panic? Fumoffu
- Full Metal Panic! The Second Raid
- Fushigi Yūgi
- Gad Guard
- Galaxy Angel
- Galaxy Angel A
- Galaxy Angel Z
- Gankutsuou: The Count of Monte Cristo
- Gantz
- Gasaraki
- Geneshaft
- Genesis Climber Mospeada
- Sousei no Aquarion
- Get Backers
- Ghost in the Shell: Stand Alone Complex
- Ghost Hunt
- Gigantor
- Gilgamesh
- Godannar
- Gravion
- Gravion Zwei
- Gravitation
- Great Teacher Onizuka
- Gun X Sword
- Gundam Seed
- Gundam Seed Destiny
- Gundam Wing
- Gungrave
- Gunparade March
- Gunslinger Girl
- Gurren Lagann
- Guyver: The Bioboosted Armor
- Haibane Renmei
- Happy Lesson
- Heat Guy J
- Hell Girl
- Hellsing
- His and Her Circumstances
- Hoop Days
- Ikki Tōsen
- Infinite Ryvius
- Initial D
- Innocent Venus
- InuYasha
- Jubei Chan
- Kanon
- Kaleido Star
- Kaleido Star: New Wings
- Kiddy Grade
- Kimba the White Lion
- King of Bandit Jing
- Kino's Journey
- Kyo Kara Maoh!
- L/R Licensed by Royalty
- Last Exile
- Le Chevalier D'Eon
- Love Hina
- Lucky Star
- Lunar Legend Tsukihime
- Maburaho
- Macross
- Madlax
- Magical Shopping Arcade Abenobashi
- Mahoromatic
- Martian Successor Nadesico
- Mezzo DSA
- Midori Days
- Mushishi
- My-Hime
- My-Otome
- Naruto
- Negima!
- Neon Genesis Evangelion
- NieA 7
- Ninja Scroll: The Series
- Nisekoi
- Noein
- Noir
- Oh! My Goddess
- One Piece
- Orphen
- Otogi Zoshi
- Ouran High School Host Club
- Outlaw Star
- Panyo Panyo Di Gi Charat
- Paradise Kiss
- Paranoia Agent
- Patlabor
- Peacemaker (Kurogane)
- Planetes
- Please Teacher!
- Please Twins!
- Prétear
- Princess Tutu
- R.O.D the TV
- RahXephon
- Ranma ½
- Real Bout High School
- Reign: The Conqueror
- Requiem from the Darkness
- Robotech
- Rozen Maiden
- Rumbling Hearts
- Rurouni Kenshin
- s-CRY-ed
- Sailor Moon
- Saiyuki
- Samurai 7
- Samurai Champloo
- Samurai Deeper Kyo
- Samurai Gun
- School Rumble
- Scrapped Princess
- Serial Experiments Lain
- Shakugan no Shana
- She, The Ultimate Weapon
- Slayers
- Slayers Next
- Slayers Try
- Solty Rei
- Someday's Dreamers
- Southern Cross
- Speed Grapher
- Star Blazers
- Spiral: Suiri no kizuna
- Steel Angel Kurumi
- Steel Angel Kurumi 2
- Stellvia
- Street Fighter II V
- Tenjho Tenge
- Texhnolyze
- To Love-Ru
- Tokko
- The Big O
- The Irresponsible Captain Tylor (1993)
- The Melancholy of Haruhi Suzumiya
- The Twelve Kingdoms
- This Ugly Yet Beautiful World
- Transformers: Armada
- Transformers: Energon
- Transformers: Super-God Masterforce
- Transformers: The Headmasters
- Transformers: Victory
- Transformers: Zone
- Trigun
- Trinity Blood
- Tsubasa: RESERVoir CHRoNiCLE
- Tsukuyomi: Moon Phase
- Ulysses 31
- Vampire Princess Miyu
- Virus Buster Serge
- Voltron
- The Wallflower
- Witch Hunter Robin
- Witchblade
- Wolf's Rain
- xxxHOLIC
- YuYu Hakusho

### Películas y Ovas
- 3x3 Eyes
- 5 centímetros por segundo
- A-Ko the Versus
- 801 T.T.S. Airbats
- A Tree of Palme
- Akira
- Amon Saga
- Angel Sanctuary
- Appleseed (película)
- Appleseed (manga)
- Armitage - Dual Matrix
- Armitage III - Polymatrix
- Barefoot Gen
- Barefoot Gen 2
- Biohunter
- Black Jack (1996 film)
- Bleach: Memories of Nobody
- Blood: The Last Vampire
- Brave Story
- Crying Freeman
- Cyber City Oedo 808
- Dead Leaves
- Demon City Shinjuku
- Devilman
- Dangaioh
- Dragon Ball: Shenron no Densetsu
- Dragon Ball: Makafushigi Daibōken
- Dragon Ball: Majinjō no Nemuri Hime
- Dragon Ball: Saikyō e no michi
- Dragon Ball GT: Gokū Gaiden! Yūki no akashi wa Sì Xīngqiú
- Dragon Ball Z: Super senshi gekiha!! Katsu no wa ore da
- Dragon Ball Z: Ginga Giri-Giri!! Butchigiri no sugoi yatsu
- Dragon Ball Z: Moetsukiro!! Nessen - Ressen - Chōgekisen
- Dragon Ball Z: Moetsukiro!! Nessen - Ressen - Chōgekisen
- Dragon Ball Z: Tobikkiri no saikyō tai saikyō
- Dragon Ball Z: Ora no Gohan o kaese!!
- Dragon Ball Z: Fukkatsu no fusion!! Gokū to Vegeta
- Dragon Ball Z: Chō saiyajin da Son Gokū
- Dragon Ball Z: Gekitotsu!! 100 oku power no senshitachi
- Dragon Ball Z: Kyokugen Battle!! San Dai Super Saiyajin
- Dragon Ball Z: Chikyū marugoto chōkessen
- Dragon Ball Z: Kono yo de ichiban tsuyoi yatsu
- Dragon Ball Z: El Ataque del Dragón
- El castillo en el cielo
- El-Hazard
- Ellcia
- Escaflowne The Movie
- Fullmetal Alchemist: Conquistador de Shamballa
- Genocyber
- Giant Robo
- Ghost in the Shell
- Ghost in the Shell 2: Innocence
- Ghost in the Shell: Stand Alone Complex - Solid State Society
- Golgo 13: Queen Bee
- Golgo 13: The Professional
- Gunsmith Cats
- Hellsing Ultimate
- Howl no Ugoku Shiro
- InuYasha: El amor a través del tiempo
- InuYasha; Fuego en la isla mística
- InuYasha: La espada conquistadora
- InuYasha: El castillo de los sueños en el espejo
- Jin-Roh: The Wolf Brigade
- Jungle Emperor Leo
- Junkers Come Here
- Kai Doh Maru
- Karas
- Majo no Takkyūbin
- Kite
- La tumba de las luciérnagas
- Lady Death: The Motion Picture
- Love Hina Again
- Lupin the Third: Secret of Mamo
- Macross Plus
- Mad Bull 34
- Mezzo Forte
- Millennium Actress
- Mi vecino Totoro
- Mind Game (film)
- Mis vecinos los Yamada
- Naruto: Dai katsugeki! Yuki Hime Shinobu Hōjō Dattebayo!!
- Nausicaä del Valle del Viento
- Neon Genesis Evangelion: Death and Rebirth
- Neon Genesis Evangelion: The End of Evangelion
- New Cutey Honey
- New Getter Robo
- New Fist of the North Star
- Night Warriors: Darkstalkers'Revenge
- Ninja Resurrection
- Ninja Scroll
- One Piece: Episode of Alabasta: Sabaku no Ōjo to Kaizokutachi
- Recuerdos del ayer
- Origin: Spirits of the Past
- Panda! Go, Panda!
- Parasite Dolls
- Patlabor: The Movie
- Patlabor: The Movie 2
- Patlabor Movie 3: Wxiii
- Pet Shop of Horrors
- Perfect Blue
- Petite Cossette
- Pompoko
- Porco Rosso
- Puedo escuchar el mar
- La princesa Mononoke
- Project A-ko
- Psycho Diver
- Puni Puni Poemy
- Rayearth
- Read or Die
- Revolutionary Girl Utena - The Movie
- Riding Bean[2]
- Robotech: The Shadow Chronicles
- Royal Space Force: The Wings of Honneamise
- Sakura Wars - The Movie
- Samurai X
- Shadow Skill - The Movie
- She, The Ultimate Weapon: Another Love Song
- Sin - The Movie
- Slayers Gorgeous
- Slayers Great
- Slayers Premium
- Slayers Return
- Slayers: The Book of Spells
- Slayers The Motion Picture
- Space Firebird 2772
- Spirit of Wonder
- El viaje de Chihiro
- Spriggan
- Street Fighter Alpha: Generations
- Street Fighter Alpha: The Movie
- Street Fighter II The Movie
- Sukeban Deka
- Sword of the Stranger
- Cuentos de Terramar
- Tenchi Forever!
- Tenchi Muyō!
- Tenchi Muyo! Daughter of Darkness
- Tenchi Muyo! in Love
- Tenchi Muyo! Ryo-Ohki
- El castillo de Cagliostro
- Neko no Ongaeshi
- The Guyver Series
- The Girl Who Leapt Through Time
- The Irresponsible Captain Tylor (1994-96)
- Kumo no Mukō, Yakusoku no Basho
- Tsubasa: Reservoir Chronicle - The Movie
- Twilight of the Dark Master
- Urotsukidoji - Legend of the Demon Womb
- Urotsukidoji - Legend of the Overfiend
- Vampire Hunter D (1985 film)
- Vampire Hunter D: Bloodlust
- Vexille
- Hoshi no Koe
- Susurros del corazón
- Wings of Honneamise
- Wicked City
- X - The Movie
- xxxHolic: A Midsummer Night's Dream
- You're Under Arrest: The Motion Picture
- Yukikaze
- Zaion: I Wish You Were Here

## Series de Cartoon Network licenciadas por Madman Entertainment
- Ben 10
- Camp Lazlo
- Courage the Cowardly Dog
- Cow and Chicken
- Dexter's Laboratory
- Ed, Edd n Eddy
- Foster's Home for Imaginary Friends
- Hi Hi Puffy AmiYumi
- Johnny Bravo
- My Gym Partner's a Monkey
- Samurai Jack
- The Grim Adventures of Billy & Mandy
- The Legend of Korra
- The Powerpuff Girls

## Series de Adult Swim licenciadas por Madman Entertainment
- Aqua Teen Hunger Force
- Harvey Birdman, Attorney at Law
- Metalocalypse
- Moral Orel
- Robot Chicken
- Sealab 2021
- Space Ghost Coast to Coast
- Squidbillies
- The Brak Show
- The Venture Bros.
- Tom Goes to the Mayor

## Otras series licenciadas por Madman Entertainment
- Fat Albert and the Cosby Kids
- He-Man and the Masters of the Universe
- I Got a Rocket!
- Lazy Lucy
- M.A.S.K.
- Rocky & Bullwinkle & Friends
- She-Ra: Princess of Power
- Shuriken School
- Skyland
- The New Adventures of He-Man
- The Ripping Friends
- The Transformers (TV series)
- The Transformers: The Movie
- Voltron: Defender of the Universe